# Furch
Furch is een historisch merk van motorfietsen. 
Het was gevestigd in Berlijn en begon in 1924 met de productie van motorfietsen met een 2½ pk zijklepmotor. 
In die periode begonnen honderden bedrijfjes in Duitsland motorfietsen te maken. Ze moesten allemaal leven van klanten in hun eigen regio, maar in Berlijn bestonden vele tientallen van deze kleine merken. In 1925 beëindigden ruim 150 merken de productie en dat gebeurde ook bij Furch, dat nooit grote productieaantallen bereikte.